# Muzeul Țării Crișurilor

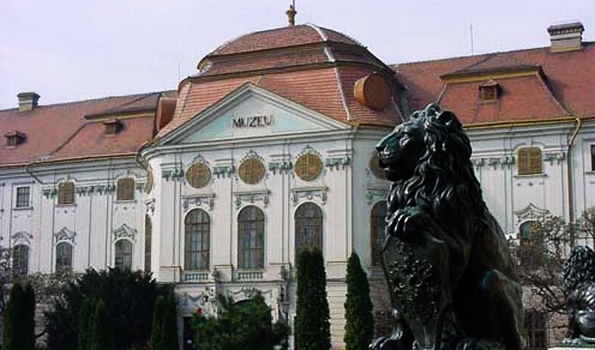
Muzeul Țării Crișurilor, Außenansicht des Barockpalastes

Das Muzeul Țării Crișurilor (deutsch: Museum des Kreischgebiets) befindet sich in Oradea (Großwardein) in Rumänien. Es umfasst eine Gemälde- und Skulpturensammlung mit Kunstwerken aus dem Mittelalter bis zum frühen 20. Jahrhundert sowie Exponate aus der Archäologie und der Natur- und Völkerkunde.
Am 17. Januar 1971 wurde das Museum gegründet und zog im Barockpalast Oradea ein. Seit dem 3. Januar 2006 ist das Museum im Barockpalast für die Öffentlichkeit mit Ausnahme von temporären Ausstellungen nicht mehr zugänglich. Bis heute wird nach einem geeigneten Ort für die Übersiedlung des Museums gesucht.

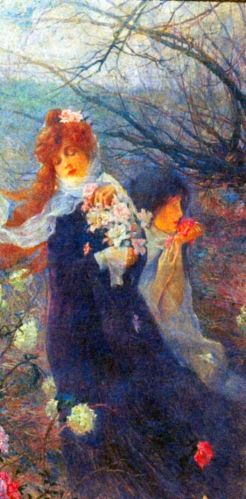
"Parfums d'hiver", 1899, Öl auf Leinwand, 186 × 106 cm von Mihail Simonidi

## Sammlung
Die Sammlung des Museums umfasst 173.341 Gegenstände aus den Bereichen Malerei, Druckgrafik, Kunstgewerbe, Skulptur, Naturkunde, Archäologie und Ethnografie.

### Malerei
Es befinden sich 996 Gemälde in der Kunstsammlung.

#### Malerei Rumäniens
Dieser Bereich beinhaltet die Malerei der ersten Hälfte des 20. Jahrhunderts. Besonders hervorzuheben sind die Künstler Gheorghe Petrașcu, Theodor Pallady, Nicolae Tonitza, Ștefan Dimitrescu, Francisc Șirato, Camil Ressu, Iosif Iser, Jean Al. Steriadi, Marius Bunescu, Vasile Popescu, Aurel Popp, Lucian Grigorescu, Hans Mattis-Teutsch, Mihail Simonidi, Marcel Janco oder Victor Brauner. Für die zweite Hälfte des 20. Jahrhunderts stehen repräsentativ Werke von Corneliu Baba, Dimitrie Gheață, Alexandru Ciucurencu, Ion Țuculescu, Magdalena Rădulescu, Horia Damian, Henri Catargi.
Weiterhin befinden sich in der Sammlung auch Arbeiten von Künstlern aus Oradea wie Alfred Macalik, Nicolae Irimie, Ernő Tibor, Ernő Grünbaum, Alex Leon, Jenő Pozsonyi, István Balogh oder Béla Zsigmond.

#### Sonstiges
Diese Sammlung beinhaltet eine Reihe von wertvollen Arbeiten flämischer, deutscher, österreichischer, französischer sowie italienischer Schulen, wie Federico Barocci, Adam Elsheimer, Schule von Frans Snyders, Peter Veredaelf, Pietro Marchesini, Hans Canon, Carl Moll, Peter Herwegen, Charles-François-Prosper Guérin, Jean-François Raffaëlli oder Max Liebermann.

### Druckgrafische Sammlung
Das Druckgrafische Kabinett beinhaltet 533 Grafiken der deutschen, flämisch-holländischen, französischen, venezianischen und italienischen Schule aus dem 15. bis 18. Jahrhundert. Unter den Künstlern befinden sich berühmte Namen wie Albrecht Dürer, Lucas Cranach der Ältere, Marcantonio Raimondi, Hans Schäufelin, Hieronymus Cock und weitere Radiererfamilien, darunter die des Egidius Sadeler der Ältere, Pieter de Jode der Ältere, Crispin de Passe der Ältere sowie Franzosen: Philippe Thomassin, Jean Morin, Robert Nanteuil oder Nicolas de Larmessin.
Ein weiterer Schwerpunkt der Druckgrafischen Sammlung liegt in der Grafik Italiens. Die venezianische Schule des 18. Jahrhunderts ist unter anderem mit folgenden Exponenten vertreten: Francesco Bartolozzi, Marcus Pitteri, Joseph Wagner, Giovanni Volpato, Pietro Monaco, Fabio Berardi, Giacomo Leonardis, Marco Pelli, Francesco del Pedro und Francesco Ambrosi.
Unter den in Rom tätigen Radierern sind auch einige im Museum präsent, die Raffaels Fresken aus der Loggia im Apostolischen Palast nachgestochen haben: Giuseppe Bossi, Francesco Cecchini, Cunego Aloysio oder Giuseppe Antonio Petrini.

### Skulpturensammlung

#### Rumänische Bildhauer
Das Museum Țării Crișurilor besitzt eine umfangreiche Sammlung repräsentativer klassischer und moderner Bildhauer. In der Dauerausstellung werden Werke von Dimitrie Paciurea gezeigt, nämlich die Büsten von Henrik Ibsen, Ion Jalea, Cornel Medrea, Militza Petrașcu, Claudia Millian, Ion Irimescu, und Ovidiu Maitec. Oscar Han ist mit der Skulptur Frauen aus Cașin (Femei din Cașin) und Iulia Oniță mit dem Werk Kopf einer Studentin (Cap de studentă) vertreten. Von Iosif Fekete, einem der bedeutendsten Bildhauer des 20. Jahrhunderts im rumänischsprachigen Raum, besitzt das Museum 79 Skulpturen, von denen 35 aus einer Schenkung des Künstlers stammen.